# Thomas Freienstein
Thomas Freienstein (* 9. März 1960 in Fulda) ist ein ehemaliger deutscher Radrennfahrer und heutiger Radsporttrainer.

## Sportliche Laufbahn
1979 wurde Thomas Freienstein Dritter der deutschen Meisterschaft im Straßenrennen der Amateure. 1981 gewann er das Amateurrennen Rund um Frankfurt. 1982 und 1984 gewann er die Gesamtwertung der Hessen-Rundfahrt. Ebenfalls 1984 wurde er deutscher Amateurmeister im Straßenrennen. 1984 gewann er die Brügelmann-Champion-Wertung, eine Jahreswertung für Amateure des Bundes Deutscher Radfahrer (BDR).1984 und 1985 gewann er Rund um Düren.
Freienstein startete 1984 bei den Olympischen Sommerspielen in Los Angeles. Im Mannschaftszeitfahren belegte er mit dem deutschen Team (Hartmut Bölts, Bernd Gröne und Michael Maue) Platz zwölf; im Einzelstraßenrennen wurde er 22. Im selben Jahr startete er bei der Friedensfahrt und belegte den 25. Platz. Er war Mitglied beim RC 07 Fulda, wechselte 1979 zum PSV Köln und 1982 zum RSC Hercules Nürnberg. 1986 wurde er mit dem Straßenvierer des Bundes Deutscher Radfahrer gemeinsam mit Remig Stumpf, Ernst Christl und Hartmut Bölts Vierter im Mannschaftszeitfahren bei den UCI-Straßen-Weltmeisterschaften.

## Berufliches
Heute (2011) ist Thomas Freienstein Trainer des Mountainbike-Nachwuchses des Bundes Deutscher Radfahrer sowie Landesverbandstrainer von Rheinland-Pfalz. Sein Sohn ist der Radrennfahrer Raphael Freienstein.